# Аликомектепе
Аликомектепе (азерб. Əliköməktəpə) — поселение, относящееся к эпохе энеолита, расположенное у села Учтепе Джалилабадского района Азербайджана.
Согласно исследованиям Ф. Р. Махмудова, найденная при раскопках многочисленная глиняная посуда является второй крупной находкой на территории памятника. В ходе раскопок было найдено более 300, покрытых краской, образцов глиняной посуды. Эти изделия были покрыты монохромными рисунками. Большая часть коричневых и красных рисунков представляют собой треугольники, ромбы, прямые и кривые линии. Многие изделия из Аликомектепе считаются изделиями местного производства.